# Formuleracing
Formuleracing is een vorm van autosport waarbij de verschillende raceklassen worden aangeduid door een formule. Hoewel deze in principe iedere vorm van autosport kan aanduiden, wordt met de term "formulewagen" over het algemeen een speciaal ontworpen raceauto zonder wielkasten bedoeld. 

## Huidige formuleklassen
- Formule A (kart)
- Formule E
- Formule Maruti (FISSME-India)
- Formule LGB Hyundai (India)
- Formule LGB Swift (India)
- Formule Rolon (India)
- Formule 1
- Formule 2
- Formule 3
- Formule Regional
- Formule 4
- SCCA Formule 1000
- Formule Ford
- Formule Vee
- Formule First
- Super Formula
- Formule Atlantic
- Formule Libre
- Formule Baltic
- Formule Locost
- Formule Mazda
- Formule SAE
- Formula Student
- Formule 500
- IndyCar

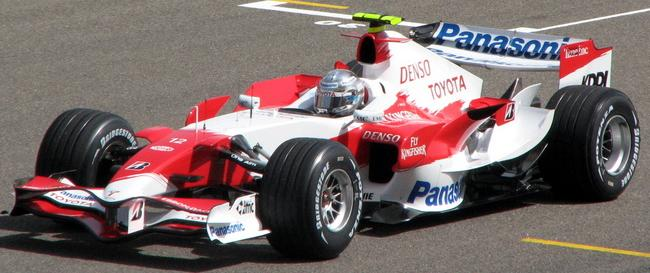
Formule 1

- Skip Barber National Championship (Formule Dodge)

## Voormalige formuleklassen
- A1 Grand Prix
- Champ Car
- Formule 3000
- GP2 Series
- GP3 Series
- Formule Junior
- Formule Opel
- Barber Dodge Pro Series
- Barber Saab Pro Series
- Formule Tasman
- Formule Nissan
- Formule 3000V6
- Formule Alfa Boxer
- Formule Fiat Abarth
- Formule BMW
- Formule 2000
- Formule 5000
- Formule Renault 2.0
- Formule 3.5 V8
- World Series by Renault
- Grand Prix Masters
- Formule Palmer Audi
- Superleague Formula
- International Formula Master